# Roni Tan
Roni Tan Wee Long (* 29. Dezember 1992) ist ein malaysischer Badmintonspieler.

## Karriere
Tan belegte bei den Singapur International 2013, den Singapur International 2014 und der Vietnam International Series 2014 Rang zwei. Bei der Bahrain International Challenge 2013, den Bangladesh International 2013 und den Iran International 2014 wurde er Dritter. Die Maribyrnong International 2014 konnte er für sich entscheiden.